# Risankizumab
Il risankizumab, venduto con il nome commerciale di Skyrizi, è un anticorpo monoclonale umanizzato che ha per target l'interleuchina 23, verso la quale ha un marcato effetto inibitorio, fino a bloccarne completamente gli effetti. Somministrato mediante iniezioni sottocutanee, è impiegato nel trattamento della psoriasi a placche di moderata o di grave entità. L'anticorpo è usato anche nel trattamento della psoriasi pustolosa generalizzata, nella psoriasi eritrodermica e nell'artrite psoriasica.
Gli effetti collaterali più frequentemente osservati sono infezioni delle alte vie respiratorie, cefalea, astenia e dolore nel sito dell'iniezione. Il risankziumab non sembri avere effetti nocivi durante la gravidanza, ma il suo effetto sulle donne incinte non è stato studiato nel dettaglio.
Nel 2019 è stato approvato l'utilizzo in campo medico del risankizumab negli Stati Uniti d'America e nell'Unione europea.